# Giuseppe Ghedina (sciatore)
Giuseppe Ghedina detto Bepe (Cortina d'Ampezzo, 25 ottobre 1898 – Cortina d'Ampezzo, 27 settembre 1986) è stato un fondista italiano.

## Biografia
Giuseppe Ghedina, più noto semplicemente come Bepe Ghedina, nasce a Cortina nel 1898 e può considerarsi figlio d'arte in quanto prosegue il lavoro del padre Giacinto, divenuto uno dei pionieri della fotografia delle nostre valli. Giuseppe amava stare all'esterno e le forme delle sue montagne. Apprese dal padre le basi della fotografia, applicandole subito alla fotografia delle montagne, dando inizio all'opera di riproduzioni che lo avrebbe reso famoso a livello internazionale, non solo nell'ambiente alpinistico. Le sue fotografie hanno fatto il giro del mondo. Oltre che alpinista esperto fu anche uno sportivo particolarmente valido nello sci di fondo, partecipando anche alle olimpiadi di Chamonix del 1924, dove conquistò il 10º posto nella gara dei 50km di gran fondo. Con gli sci andava ad esplorare e documentare le bellezze delle montagne innevate che tanto amava. In queste escursioni, oltre alla macchina fotografica, portava con sé anche la cinepresa, riuscendo a realizzare documentari che oggi sono conservati nelle cineteche del CAI e nel Museo della Montagna (Torino). Morì il27 settembre 1986 a quasi 88 anni.

### Carriera sciistica
Ai I Giochi olimpici invernali di Chamonix-Mont-Blanc 1924 partecipò alla 50 km, chiusa in decima posizione. L'anno dopo ai Mondiali di Johannisbad partecipò alla 18 km di fondo arrivando in sesta posizione.

### Altre attività
Nato a Cortina quando questa faceva ancora parte dell'Impero austro-ungarico, nel 1918 fu chiamato alle armi nell'esercito imperial regio, nelle file dei Kaiserjäger. Dopo la guerra lavorò come falegname e coltivò la passione della fotografia.
Durante la Seconda guerra mondiale operò per l'Istituto Luce sul fronte greco-albanese; anche dopo il conflitto continuò a lavorare come documentarista, producendo tra l'altro il film Preludio alle Olimpiadi sull'organizzazione dei VII Giochi olimpici invernali di Cortina d'Ampezzo 1956. continuò a coltivare la fotografia e coltivò anche l'alpinismo.

## Palmarès

### Campionati italiani
- 2 medaglie:
  -  2 argenti (18 km, 50 km nel 1925)[senza fonte]